# 李盛鐸
李 盛鐸（り せいたく）は、清末民初の政治家・外交官。北京政府の要人。字は椒微。号は木斎。

## 事績
1889年（光緒15年）、殿試一甲第二名（榜眼）として、進士に及第する。以後、江南で官暦を重ね、公立京師大学堂総弁もつとめた。1898年（光緒24年）10月、日本へ視察に赴き、そのまま使日欽差大臣（駐日公使に相当）に任じられた。
1901年（光緒27年）11月に任務を終えて帰国し、内閣侍読学士、順天府署理太常寺卿を歴任した。1905年（光緒31年）9月、駐比利時欽差大臣（駐ベルギー公使に相当）に任じられる。翌年、ケンブリッジ大学とオックスフォード大学の双方から名誉博士の学位を授与された。同年9月に帰国し、山西提法使に任じられる。以後、同省の布政使、署理巡撫と昇進した。
中華民国成立後も、山西民政長として暫時留任する。1912年（民国元年）3月、袁世凱により総統府政治顧問に招聘された。翌年6月、孫宝琦とともに日本へ赴き、外交事務に携わった。
1916年（民国5年）6月、熊希齢とともに、民彝社という組織を結成した。翌年6月、李経羲内閣で署理農商総長兼全国水利局総裁に任じられた。翌月の張勲復辟では、内閣の農工部尚書に任じられたが、実際には就任しなかった。復辟失敗後、段祺瑞内閣でも当初は署理農商総長となったが、わずか数日で辞任している。
1918年（民国7年）7月、参議院議員に選出され、12月には参議院議長となった。翌年2月、国際連盟同志会理事をつとめた。1921年（民国10年）11月、羅振玉らと敦煌経籍輯存会を主催している。1925年（民国14年）9月、段祺瑞が臨時執政となると、国政商榷会会長に任じられた。
1937年（民国26年）、天津にて病没。享年79。